# Klingsor (personnage)
Pour les articles homonymes, voir Klingsor.

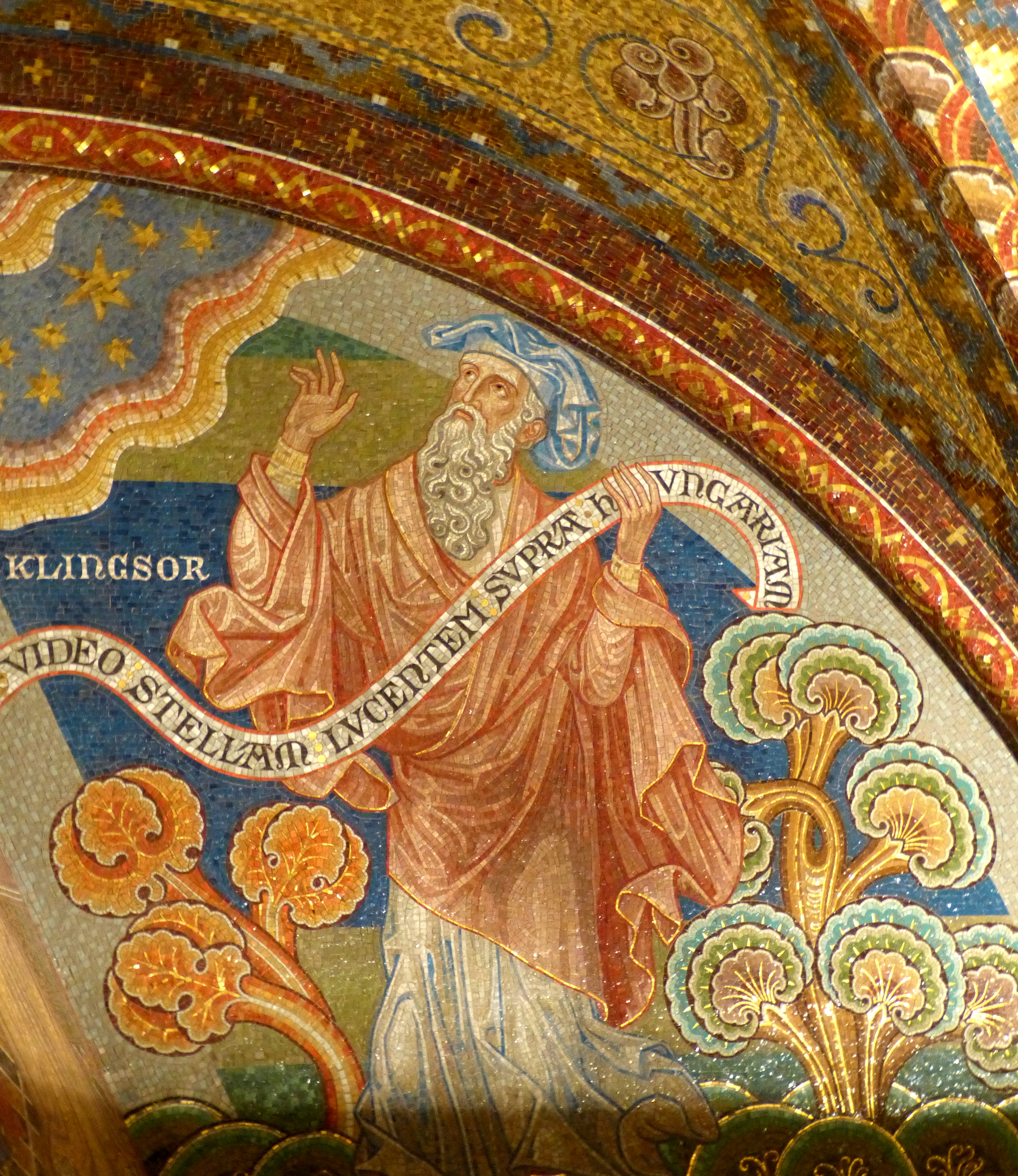
Le magicien Klingsor prophétise la naissance de Élisabeth de Hongrie. Mosaïque de 1902-1906, réalisée par August Oetken, dans le château de la Wartbourg à Eisenach, en Allemagne.

Klingsor, Klingsohr, Clingsor ou Clinschor est un personnage de fiction, magicien de la légende arthurienne et de la mythologie germanique qui apparaît dans le roman Parzival de Wolfram von Eschenbach datant du XIIIe siècle. Il est l'équivalent du Merlin des traditions anglo-irlandaises.

## Origine
Klingsor est un personnage de magicien de la légende arthurienne médiévale germanique. Il apparaît dans le roman Parzival, datant peut-être début du XIIIe siècle.

## Romantisme allemand
Klingsor devient une figure du romantisme allemand avec Novalis, qui en fait un poète dans Henri d'Ofterdingen, publié en 1802. Klingsohr est le maître de poésie du héros, Henri d'Ofterdingen, et le père de sa bien-aimée, Mathilde.
Klingsor est aussi présent dans les Contes de E.T.A. Hoffmann. Ce dernier l'introduit ainsi dans Les Maîtres chanteurs (de) (1819) : 
« Avez-vous jamais entendu parler d’un maître chanteur versé dans toutes les sciences, nommé Klingsohr ? on dit que c’est un grand nécromancien, et qu’il a des rapports avec quelqu’un qu’on ne voit avec plaisir nulle part. Mais ne vous laissez pas induire en erreur, car ce que les bonnes gens ne comprennent pas leur semble toujours surnaturel, et doit, selon eux, appartenir au ciel ou à l’enfer. »
On le trouve dans l'opéra de Richard Wagner Parsifal, créé en 1882, qui est une adaptation du roman de Wolfram von Eschenbach.

## Apparitions
- Un peintre du nom Klingsor apparaît dans plusieurs récits de Hermann Hesse : Le dernier été de Klingsor (de), paru en 1920 et Le Voyage en Orient, en 1932.
- Klingsor est le titre d'un conte de Friedrich Schnack (de), écrit en 1922.
- Clingsor apparaît dans Le Roi pêcheur, pièce de Julien Gracq (1948).

- Un libraire s'appelle Klingsor dans le roman d'Alexander Lernet-Holenia Le Comte de Saint-Germain (1948).
- En 1987, Otfried Preussler écrivit Herr Klingsor konnte ein bißchen zaubern.  (ISBN 3-522-16480-6)
- Klingsor fait partie des principaux personnages de l'histoire de bande dessinée Les Helvétiques, épisode de Corto Maltese écrit et dessiné par Hugo Pratt en 1988.
- Le roman de Jorge Volpi, En busca de Klingsor (de) (1999), fait plusieurs fois référence à Parsifal de Richard Wagner.

## Hommage
L'astéroïde (9511) Klingsor, découvert en 1977, est nommé en son honneur.